# Phú Sơn, Chợ Lách
Phú Sơn là một xã thuộc huyện Chợ Lách, tỉnh Bến Tre, Việt Nam.
Xã Phú Sơn có diện tích 13,16 km², dân số năm 1999 là 7188 người, mật độ dân số đạt 546 người/km².